# Johannes Placentius
Johannes Placentius   (Sint-Truiden, c. 1500 - c. 1548 (Gregorià)), també anomenat Petrus Placentius, fou un frare dominic i poeta alemany. Escrigué diverses obres de teologia i llibres sobre història de Tongeren, Maastricht i Lieja, així com poemes en llatí i en grec antic.
Placentius és l'autor d'un poema en forma de tautograma de 253 versos hexàmetres en llatí, Pugna porcorum, publicat el 1546 sota el pseudònim de Publius Porcius.